# Micraira viscidula
Micraira viscidula är en gräsart som beskrevs av Michael Lazarides. Micraira viscidula ingår i släktet Micraira och familjen gräs. Inga underarter finns listade i Catalogue of Life.